# 科羅佩茨河
科羅佩茨河是烏克蘭的河流，屬於德涅斯特河的左支流，河道全長78公里，流域面積511平方公里，河水主要來自融雪和雨水，每年十二月至翌年三月結冰。